# Informace v ekonomii
Informační ekonomie nebo ekonomie informací je odvětví mikroekonomické teorie, která studuje, jak informace a informační systémy ovlivňují ekonomiku a ekonomická rozhodnutí.
Informace mají zvláštní vlastnosti: Je snadné je vytvořit, ale těžko jim důvěřovat. Je snadné se šířit, ale těžko se ovládá. Ovlivňuje mnoho rozhodnutí. Tyto speciální vlastnosti (ve srovnání s jinými druhy zboží) komplikují mnoho standardních ekonomických teorií.

## Hodnota informace
Výchozím bodem pro ekonomickou analýzu je pozorování, že informace mají ekonomickou hodnotu, protože umožňují jednotlivcům činit rozhodnutí, která přinášejí vyšší očekávané výplaty nebo očekávanou užitečnost, než jakou by získali z rozhodnutí učiněných při absenci informací. Oceňování dat je rozvíjející se disciplína, která se snaží porozumět a měřit ekonomické charakteristiky informací a dat.

## Informační asymetrie
Informační asymetrie znamená, že účastníci interakce mají různé informace, např. jedna strana má více nebo lepší informace než druhá. Očekávání, že druhá strana bude mít lepší informace, může vést ke změně chování. Méně informovaná strana se může pokusit zabránit tomu, aby ho ten druhý využil. Tato změna chování může způsobit neúčinnost. Příklady tohoto problému jsou výběr (nepříznivý nebo výhodný) a morální hazard.
Klasickým příspěvkem o nepříznivém výběru je trh Akorlofa od George Akerlofa The Market for Lemons. Existují dvě primární řešení tohoto problému, signalizace a screening.
V případě morálního hazardu lze uzavřít smlouvu mezi zmocnitelem a agentem jako druhé nejlepší řešení, kde je možné pozorovat samotné výplaty s informační asymetrií.